# Hemorràgia interna
L'hemorràgia interna és una pèrdua de sang per part d'un vas sanguini, sang que es recull a l'interior del cos. El sagnat intern normalment no és visible des de l'exterior. L'abast de la gravetat depèn de la taxa de sagnat, la rapidesa de la pèrdua i de la ubicació de l'hemorràgia (per exemple cap, tors, extremitats), podent esdevenir una emergència mèdica greu. Un greu sagnat intern al tòrax, abdomen, espai retroperitoneal, pelvis i cuixes pot causar un xoc hemorràgic o la mort si no es rep un tractament mèdic adequat.

## Causes

### Traumàtiques
La causa més comuna de mort per traumatisme és l'hemorràgia. I els dos tipus són el traumatisme penetrant i la contusió.

### No traumàtiques
- Ruptura de vasos sanguinis com a conseqüència de pressió arterial alta, aneurismes, varius esofàgiques, úlceres pèptiques o embaràs ectòpic.[4]
- Altres malalties relacionades amb el sagnat intern inclouen càncer, coagulopaties, deficiència de Vitamina K, i rarament febres hemorràgiques víriques, com Ebola, Dengue o Marburg.[5] També: complicacions posteriors a operacions quirúrgiques o tractament mèdic (anticoagulants, antiagregants plaquetaris).